# Medalha Presidencial da Liberdade
Medalha Presidencial da Liberdade (em inglês:  Presidential Medal of Freedom) é uma condecoração concedida pelo presidente dos Estados Unidos e é, junto com a equivalente Medalha de Ouro do Congresso (concedida por um ato do Congresso dos Estados Unidos), a maior condecoração civil dos Estados Unidos. É projetada para reconhecer os indivíduos que fizeram "uma contribuição especial meritória à segurança ou interesses nacionais dos Estados Unidos, paz mundial, cultural ou outras importantes iniciativas públicas e privadas." Embora seja um prêmio civil criado por uma ordem executiva, também pode ser dada a militares e levada no uniforme.

## História
De nome similar ao da extinta Medalha da Liberdade - criada por Harry S. Truman em 1945 em honra aos civis que participaram da Segunda Guerra Mundial, porém muito mais parecida em significado com a Medalha Presidencial por Mérito: a Medalha Presidencial da Liberdade é atualmente a mais alta condecoração civil dos Estados Unidos, concedida pelo Presidente em pessoa.
A condecoração foi estabelecida por John Kennedy em 1963 pela "Ordem Executiva 11085" ("Executive Order 11085"), com insígnia única e distintiva, objetivo extenso e mais alto prestígio. Foi a primeira condecoração do país em forma de colar e até hoje permanece como a única condecoração a incluir uma estrela e faixa. A Ordem Executiva sobre a criação da medalha recomenda que esta seja entregue anualmente no mês de julho - especialmente em 4 de julho, aniversário da Independência. Entretanto, ao longo da história, a medalha não foi entregue em alguns anos. Os agraciados são selecionados pelo Presidente em pessoa ou com base nas recomendações de cargos políticos próximos.
Um cidadão pode receber a medalha mais de uma vez (John Kenneth Galbraith e Colin Powell receberam duas medalhas cada um). Além disso, a  honraria pode ser concedida postumamente em forma de tributo, como nos casos de Lyndon Johnson, Neil Armstrong e o próprio John Kennedy.

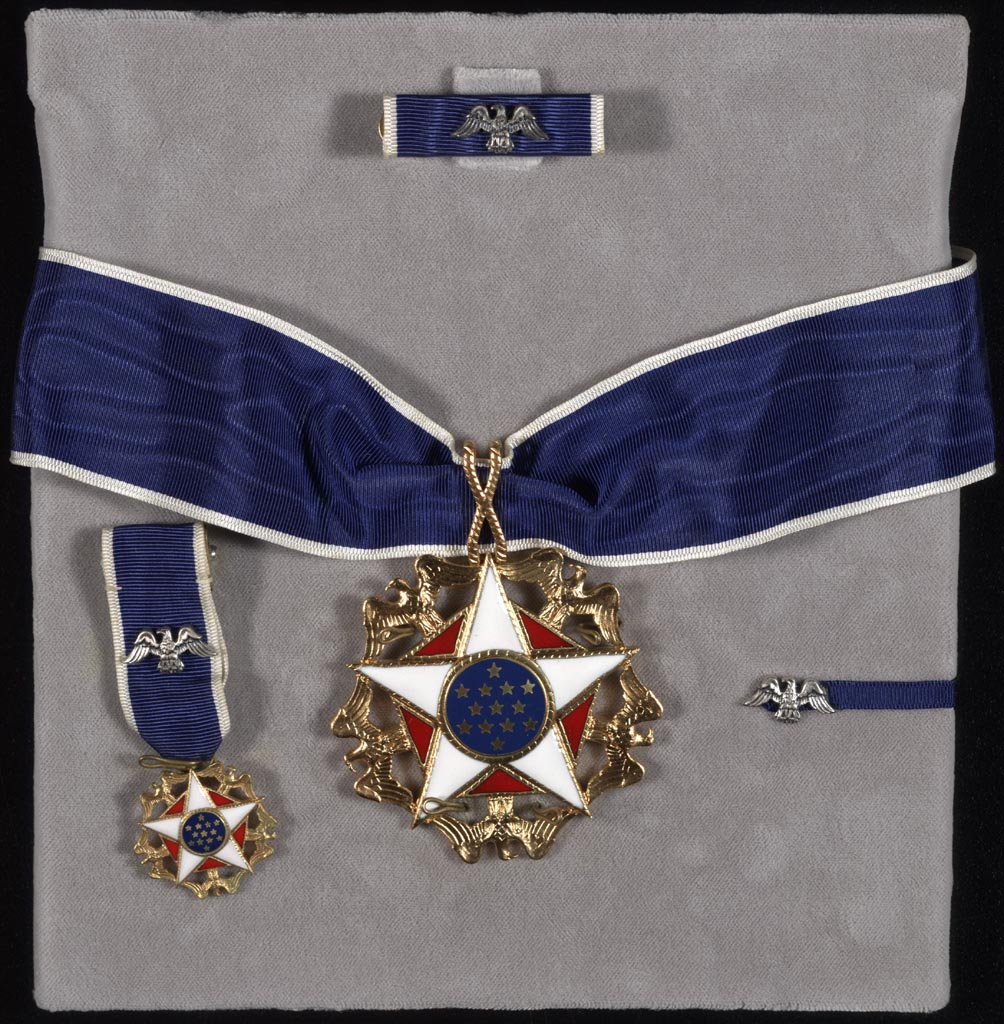
Medalha Presidencial da Liberdade

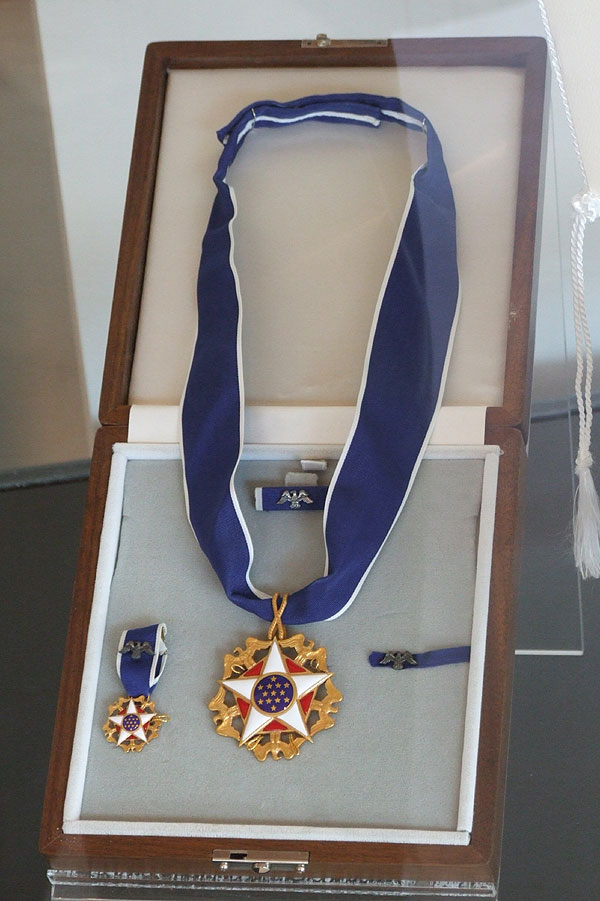
Medalha de Muhammad Ali, no Muhammad Ali Center.

## Artes

### Arquitetura
| Destinatários            | Data                  | Presidente        | Notas |
| ------------------------ | --------------------- | ----------------- | ----- |
| Ludwig Mies van der Rohe | 6 de dezembro de 1963 | Lyndon B. Johnson | [ 5 ] |
| Buckminster Fuller       | 1983                  | Ronald Reagan     |       |
| Ieoh Ming Pei            | 1993                  | George H.W. Bush  | [ 6 ] |

### Arte
| Destinatários       | Data                  | Presidente        | Notas                                         |
| ------------------- | --------------------- | ----------------- | --------------------------------------------- |
| Andrew Wyeth        | 1963                  | John F. Kennedy   |                                               |
| Willem de Kooning   | 1964                  | Lyndon B. Johnson |                                               |
| Alexander Calder    | 10 de janeiro de 1977 | Gerald Ford       | prêmio póstumo                                |
| Georgia O'Keeffe    | 10 de janeiro de 1977 | Gerald Ford       | [ 8 ]                                         |
| Norman Rockwell     | 10 de janeiro de 1977 | Gerald Ford       | O filho de Rockwell, Jarvis, recebeu o prêmio |
| Roger Lacey Stevens | 1988                  | Ronald Reagan     |                                               |
| Jasper Johns        | 2011                  | Barack Obama      | [ 10 ]                                        |

### Dança

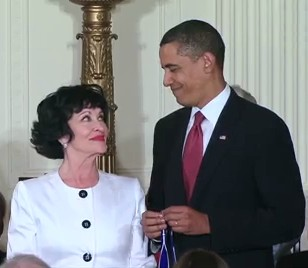
Chita Rivera, 2009

| Destinatários     | Data                   | Presidente    | Notas                  |
| ----------------- | ---------------------- | ------------- | ---------------------- |
| Alvin Ailey       | 24 de novembro de 2014 | Barack Obama  | prêmio póstumo         |
| Martha Graham     | 14 de outubro de 1976  | Gerald Ford   | Premiado com Distinção |
| Lucia Chase       | 1980                   | Jimmy Carter  |                        |
| George Balanchine | 1983                   | Ronald Reagan |                        |
| Lincoln Kirstein  | 26 de março de 1984    | Ronald Reagan | [ 13 ]                 |
| Chita Rivera      | 12 de agosto de 2009   | Barack Obama  | [ 14 ]                 |

### Cinema
| Destinatários    | Data                   | Presidente        | Notas                             |
| ---------------- | ---------------------- | ----------------- | --------------------------------- |
| Lucille Ball     | 7 de julho de 1989     | George H.W. Bush  | Prêmio póstumo                    |
| James Cagney     | 26 de março de 1984    | Ronald Reagan     | [ 16 ]                            |
| Doris Day        | 23 de junho de 2004    | George W. Bush    | [ 2 ]                             |
| Walt Disney      | 14 de setembro de 1964 | Lyndon B. Johnson | Descrito como "Mr. Walter Disney" |
| Kirk Douglas     | 1981                   | Ronald Reagan     |                                   |
| Lynn Fontanne    | 14 de setembro de 1964 | Lyndon B. Johnson | [ 18 ]                            |
| John Ford        | 1973                   | Richard Nixon     |                                   |
| Samuel Goldwyn   | 1971                   | Richard Nixon     |                                   |
| Helen Hayes      | 1986                   | Ronald Reagan     |                                   |
| Audrey Hepburn   | 1992                   | George H.W. Bush  |                                   |
| Charlton Heston  | 23 de julho de 2003    | George W. Bush    | [ 2 ]                             |
| Bob Hope         | 1969                   | Richard Nixon     |                                   |
| Danny Kaye       | 1987                   | Ronald Reagan     | Prêmio póstumo                    |
| Alfred Lunt      | 14 de setembro de 1964 | Lyndon B. Johnson | [ 18 ]                            |
| Rita Moreno      | 23 de junho de 2004    | George W. Bush    | [ 2 ]                             |
| Gregory Peck     | 1969                   | Richard Nixon     |                                   |
| Sidney Poitier   | 2009 August 12         | Barack Obama      | [ 2 ]                             |
| Martha Raye      | 2 de novembro de 1993  | Bill Clinton      | [ 2 ]                             |
| Steven Spielberg | 24 de novembro de 2015 | Barack Obama      | [ 19 ]                            |
| Meryl Streep     | 24 de novembro de 2014 | Barack Obama      | [ 11 ]                            |
| Barbra Streisand | 24 de novembro de 2015 | Barack Obama      | [ 19 ]                            |
| James Stewart    | 1985                   | Ronald Reagan     |                                   |
| Marlo Thomas     | 24 de novembro de 2014 | Barack Obama      | [ 11 ]                            |
| Lew Wasserman    | 29 de setembro de 1995 | Bill Clinton      | [ 2 ]                             |
| John Wayne       | 9 de junho de 1980     | Jimmy Carter      | prêmio póstumo                    |
| Robert de Niro   | 22 de novembro de 2016 | Barack Obama      |                                   |
| Tom Hanks        | 22 de novembro de 2016 | Barack Obama      |                                   |
| Robert Redford   | 22 de novembro de 2016 | Barack Obama      |                                   |

### Literatura

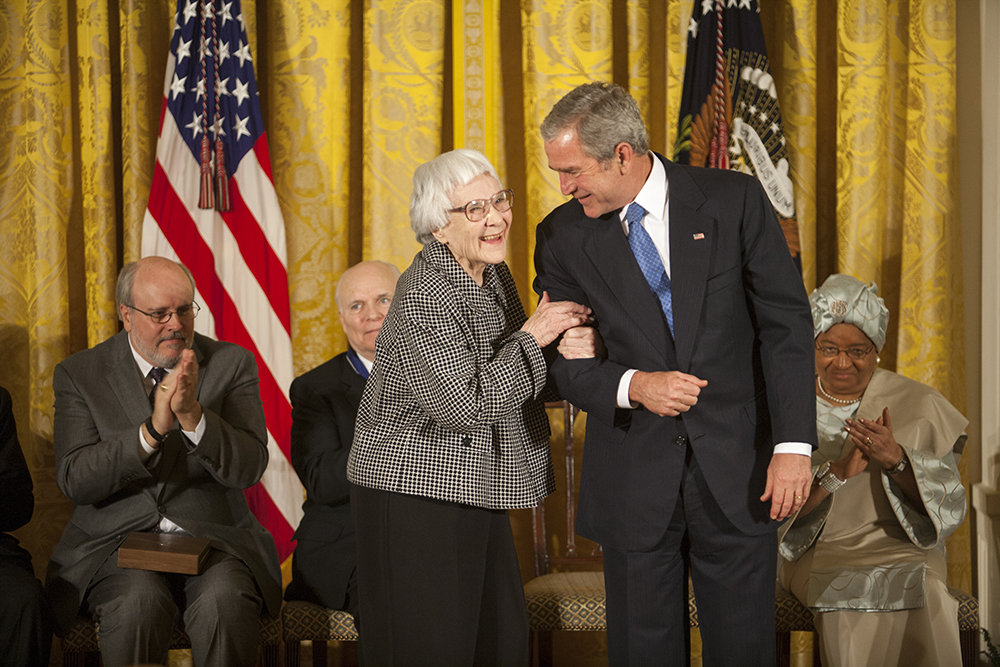
Harper Lee, 2007

| Destinatários      | Data                   | Presidente        | Notas                                                        |
| ------------------ | ---------------------- | ----------------- | ------------------------------------------------------------ |
| Isabel Allende     | 24 de novembro de 2014 | Barack Obama      | [ 11 ]                                                       |
| Maya Angelou       | 2011                   | Barack Obama      | [ 10 ]                                                       |
| Jacques Barzun     | 2003                   | George W. Bush    |                                                              |
| James Burnham      | 1983                   | Ronald Reagan     |                                                              |
| James Frank Dobie  | 1964                   | Lyndon B. Johnson |                                                              |
| T. S. Eliot        | 1964                   | Lyndon B. Johnson |                                                              |
| Ralph Ellison      | 1969                   | Richard Nixon     |                                                              |
| Eric Hoffer        | 1982                   | Ronald Reagan     |                                                              |
| Louis L'Amour      | 26 de março de 1984    | Ronald Reagan     | [ 21 ]                                                       |
| Harper Lee         | 5 de novembro de 2007  | George W. Bush    |                                                              |
| Archibald MacLeish | 10 de janeiro de 1977  | Gerald Ford       | Roderick MacLeish, sobrinho de Archibald, aceitou o prêmio   |
| James A. Michener  | 10 de janeiro de 1977  | Gerald Ford       | Nomeado como James Albert Michener sobre a citação do prêmio |
| Toni Morrison      | 2012                   | Barack Obama      | [ 24 ]                                                       |
| Carl Sandburg      | 1964                   | Lyndon B. Johnson |                                                              |
| John Steinbeck     | 1964                   | Lyndon B. Johnson |                                                              |
| Robert Penn Warren | 1980                   | Jimmy Carter      |                                                              |
| Eudora Welty       | 1980                   | Jimmy Carter      |                                                              |
| E.B. White         | 1963                   | John F. Kennedy   |                                                              |
| Elie Wiesel        | 1992                   | George H.W. Bush  |                                                              |
| Thornton Wilder    | 1963                   | John F. Kennedy   |                                                              |
| Tennessee Williams | 1980                   | Jimmy Carter      |                                                              |
| Edmund Wilson      | 1963                   | John F. Kennedy   |                                                              |
| Albert Wohlstetter | 1985                   | Ronald Reagan     |                                                              |

### Música

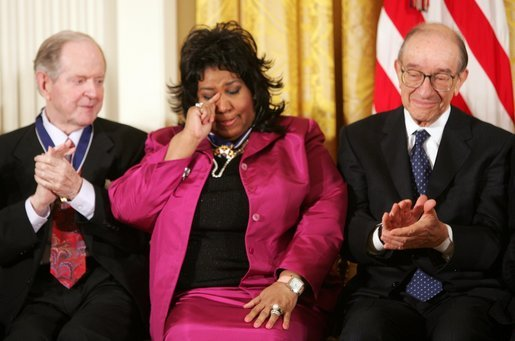
Robert Conquest, Aretha Franklin, & Alan Greenspan, 2005

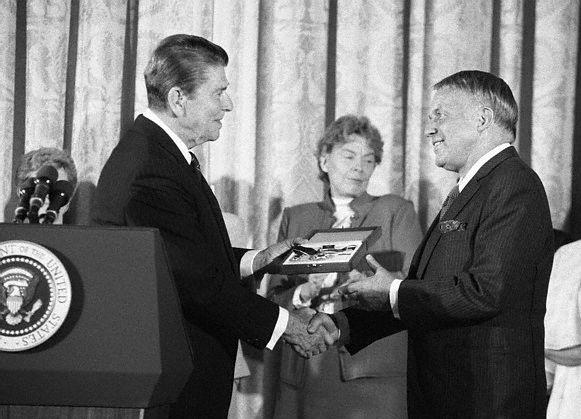
Frank Sinatra, 1985

| Destinatários                          | Data                   | Presidente        | Notas                  |
| -------------------------------------- | ---------------------- | ----------------- | ---------------------- |
| Marian Anderson                        | 1963                   | John F. Kennedy   | [ 25 ]                 |
| Pearl Bailey                           | 1988                   | Ronald Reagan     |                        |
| 'Count' Basie                          | 1985                   | Ronald Reagan     | prêmio póstumo         |
| Irving Berlin                          | 1977                   | Jimmy Carter      |                        |
| James "Eubie" Blake                    | 1981                   | Ronald Reagan     |                        |
| Pau Casals                             | 1963                   | John F. Kennedy   |                        |
| Van Cliburn                            | 2003                   | George W. Bush    |                        |
| Aaron Copland                          | 1964                   | Lyndon B. Johnson |                        |
| Plácido Domingo                        | 2002                   | George W. Bush    |                        |
| Bob Dylan                              | 2012                   | Barack Obama      | [ 24 ]                 |
| Duke Ellington                         | 1969                   | Richard Nixon     |                        |
| Emilio Estefan                         | 24 de novembro de 2015 | Barack Obama      | [ 19 ]                 |
| Gloria Estefan                         | 24 de novembro de 2015 | Barack Obama      | [ 19 ]                 |
| Arthur Fiedler                         | 1977                   | Jimmy Carter      |                        |
| Ella Fitzgerald                        | 1992                   | George H.W. Bush  |                        |
| Ernest Jennings "Tennessee Ernie" Ford | 1984                   | Ronald Reagan     | [ 26 ]                 |
| Aretha Franklin                        | 2005                   | George W. Bush    |                        |
| Vladimir Horowitz                      | 1986                   | Ronald Reagan     |                        |
| B. B. King                             | 2006                   | George W. Bush    |                        |
| Loretta Lynn                           | 2013                   | Barack Obama      | [ 27 ]                 |
| Yo-Yo Ma                               | 2011                   | Barack Obama      | [ 10 ]                 |
| Mabel Mercer                           | 1983                   | Ronald Reagan     |                        |
| Eugene Ormandy                         | 1970                   | Richard Nixon     |                        |
| Itzhak Perlman                         | 24 de novembro de 2015 | Barack Obama      | [ 19 ]                 |
| Leontyne Price                         | 1964                   | Lyndon B. Johnson |                        |
| Mstislav Rostropovich                  | 1987                   | Ronald Reagan     |                        |
| Arthur Rubinstein                      | 1976                   | Gerald Ford       | Premiado com Distinção |
| Arturo Sandoval                        | 2013                   | Barack Obama      | [ 27 ]                 |
| Rudolf Serkin                          | 1963                   | John F. Kennedy   |                        |
| Beverly Sills                          | 1980                   | Jimmy Carter      |                        |
| Frank Sinatra                          | 1985                   | Ronald Reagan     |                        |
| Kate Smith                             | 1982                   | Ronald Reagan     |                        |
| Stephen Sondheim                       | 24 de novembro de 2015 | Barack Obama      | [ 11 ]                 |
| Isaac Stern                            | 1992                   | George H.W. Bush  |                        |
| Barbra Streisand                       | 24 de novembro de 2015 | Barack Obama      | [ 19 ]                 |
| James Taylor                           | 24 de novembro de 2015 | Barack Obama      | [ 19 ]                 |
| Meredith Willson                       | 1987                   | Ronald Reagan     | prêmio póstumo         |
| Stevie Wonder                          | 24 de novembro de 2014 | Barack Obama      | [ 11 ]                 |
| Diana Ross                             | 22 de novembro de 2016 | Barack Obama      |                        |
| Bruce Springsteeen                     | 22 de novembro de 2016 | Barack Obama      |                        |

### Fotografia
| Destinatários   | Data | Presidente      | Notas |
| --------------- | ---- | --------------- | ----- |
| Edwin H. Land   | 1963 | John F. Kennedy |       |
| Edward Steichen | 1963 | John F. Kennedy |       |
| Ansel Adams     | 1980 | Jimmy Carter    |       |

## Economia e negócios

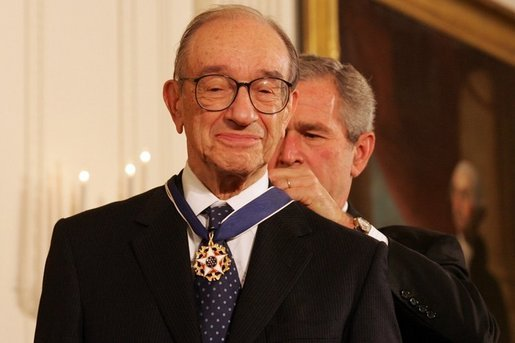
Alan Greenspan, 2005

| Destinatários            | Data | Presidente        | Notas          |
| ------------------------ | ---- | ----------------- | -------------- |
| Iorwith Wilbur Abel      | 1977 | Jimmy Carter      |                |
| Walter Annenberg         | 1986 | Ronald Reagan     |                |
| Gary Becker              | 2007 | George W. Bush    |                |
| Edgar Bronfman, Sr.      | 1999 | Bill Clinton      |                |
| Irving Brown             | 1988 | Ronald Reagan     |                |
| Warren Buffett           | 2011 | Barack Obama      | [ 10 ]         |
| James E. Burke           | 2000 | Bill Clinton      |                |
| Edward J. DeBartolo, Sr. | 1988 | Ronald Reagan     |                |
| Peter Drucker            | 2002 | George W. Bush    |                |
| David Dubinsky           | 1969 | Richard Nixon     |                |
| Henry Ford II            | 1969 | Richard Nixon     |                |
| Milton Friedman          | 1988 | Ronald Reagan     |                |
| John Kenneth Galbraith   | 2000 | Bill Clinton      |                |
| Alan Greenspan           | 2005 | George W. Bush    |                |
| Bryce Harlow             | 1981 | Ronald Reagan     |                |
| Friedrich Hayek          | 1991 | George H.W. Bush  |                |
| Paul G. Hoffman          | 1974 | Gerald Ford       |                |
| Edgar Kaiser             | 1969 | Richard Nixon     |                |
| Frederick Kappel         | 1964 | Lyndon B. Johnson |                |
| Lane Kirkland            | 1994 | Bill Clinton      |                |
| Daniel Kahneman          | 2013 | Barack Obama      | [ 27 ]         |
| Estée Lauder             | 2004 | George W. Bush    |                |
| John L. Lewis            | 1964 | Lyndon B. Johnson |                |
| J. Willard Marriott      | 1988 | Ronald Reagan     | prêmio póstumo |
| David Packard            | 1988 | Ronald Reagan     |                |
| Clarence B. Randall      | 1963 | John F. Kennedy   |                |
| Walter Reuther           | 1995 | Bill Clinton      | prêmio póstumo |
| David Rockefeller        | 1998 | Bill Clinton      |                |
| Laurance Rockefeller     | 1969 | Richard Nixon     |                |
| James Rouse              | 1995 | Bill Clinton      |                |
| Robert Solow             | 2014 | Barack Obama      |                |
| John J. Sweeney          | 2011 | Barack Obama      | [ 10 ]         |
| Dave Thomas              | 2003 | George W. Bush    | prêmio póstumo |
| Tex Thornton             | 1981 | Ronald Reagan     |                |
| Juan Trippe              | 1985 | Ronald Reagan     | prêmio póstumo |
| Sam Walton               | 1992 | George H.W. Bush  |                |
| An Wang                  | 1986 | Ronald Reagan     |                |
| Thomas Watson, Jr.       | 1964 | Lyndon B. Johnson |                |
| Justin Whitlock Dart     | 1987 | Ronald Reagan     | prêmio póstumo |
| Walter B. Wriston        | 2004 | George W. Bush    |                |
| Muhammad Yunus           | 2009 | Barack Obama      |                |

## Computação

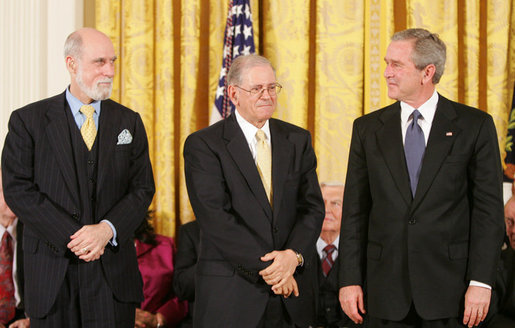
Vinton Cerf e Bob Kahn, 2005

| Destinatários | Data                  | Presidente     | Notas  |
| ------------- | --------------------- | -------------- | ------ |
| Gordon Moore  | 9 de julho de 2002    | George W. Bush | [ 28 ] |
| Vinton Cerf   | 9 de novembro de 2005 | George W. Bush | [ 29 ] |
| Robert Kahn   | 9 de novembro de 2005 | George W. Bush | [ 30 ] |

## Educação

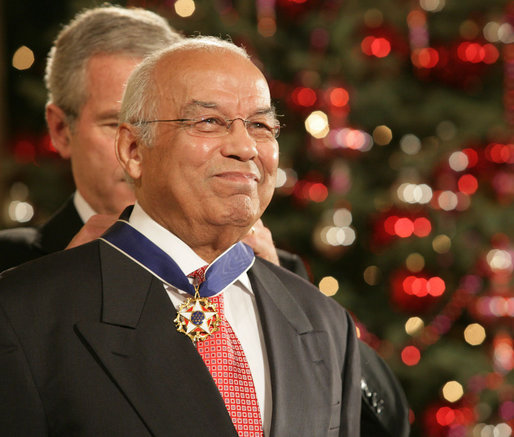
Norman Francis, 2006

| Destinatários                                      | Data | Presidente        | Notas                  |
| -------------------------------------------------- | ---- | ----------------- | ---------------------- |
| Detlev Bronk                                       | 1964 | Lyndon B. Johnson |                        |
| Genevieve Caulfield                                | 1963 | John F. Kennedy   |                        |
| James E. Cheek                                     | 1983 | Ronald Reagan     |                        |
| Ruth Johnson Colvin                                | 2006 | George W. Bush    |                        |
| James Bryant Conant                                | 1963 | John F. Kennedy   | Premiado com Distinção |
| Norman Francis                                     | 2006 | George W. Bush    |                        |
| Hanna Holborn Gray                                 | 1991 | George H.W. Bush  |                        |
| Rev. Theodore Hesburgh, C.S.C.                     | 1964 | Lyndon B. Johnson |                        |
| Jerome H. Holland                                  | 1985 | Ronald Reagan     | prêmio póstumo         |
| Karl Holton                                        | 1963 | John F. Kennedy   |                        |
| Margaret McNamara                                  | 1981 | Ronald Reagan     |                        |
| Alexander Meiklejohn                               | 1963 | John F. Kennedy   |                        |
| Antonia Pantoja                                    | 1996 | Bill Clinton      |                        |
| Frederick Patterson                                | 1987 | Ronald Reagan     |                        |
| George W. Taylor                                   | 1963 | John F. Kennedy   |                        |
| Rabbi Menachem M. Schneerson (The Lubavitch Rebbe) | 1994 | Bill Clinton      |                        |
| Almirante Hyman G. Rickover                        | 1980 | Jimmy Carter      |                        |

## História
| Destinatários        | Data | Presidente        | Notas |
| -------------------- | ---- | ----------------- | ----- |
| Bruce Catton         | 1977 | Jimmy Carter      |       |
| Robert Conquest      | 2005 | George W. Bush    |       |
| Ariel Durant         | 1977 | Jimmy Carter      |       |
| Will Durant          | 1977 | Jimmy Carter      |       |
| John Hope Franklin   | 1995 | Bill Clinton      |       |
| Vartan Gregorian     | 2004 | George W. Bush    |       |
| Dumas Malone         | 1983 | Ronald Reagan     |       |
| David McCullough     | 2006 | George W. Bush    |       |
| Samuel Eliot Morison | 1964 | Lyndon B. Johnson |       |
| Roberta Wohlstetter  | 1985 | Ronald Reagan     |       |

## Humanitarismo
| Destinatários          | Data                   | Presidente        | Notas          |
| ---------------------- | ---------------------- | ----------------- | -------------- |
| Norman Borlaug         | 1977                   | Jimmy Carter      |                |
| Nancy Brinker          | 2009                   | Barack Obama      | [ 14 ]         |
| Bonnie Carroll         | 24 de novembro de 2015 | Barack Obama      | [ 19 ]         |
| Millard Fuller         | 1996                   | Bill Clinton      |                |
| John William Gardner   | 1964                   | Lyndon B. Johnson |                |
| Bill Gates             | 2016                   | Barack Obama      | [ 31 ]         |
| Melinda Gates          | 2016                   | Barack Obama      | [ 31 ]         |
| Frances Hesselbein     | 1998                   | Bill Clinton      |                |
| Gerda Weissmann Klein  | 2011                   | Barack Obama      | [ 10 ]         |
| Juliette Gordon Low    | 2012                   | Barack Obama      | prêmio póstumo |
| Paul Rusesabagina      | 2005                   | George W. Bush    |                |
| Eunice Kennedy Shriver | 26 de março de 1984    | Ronald Reagan     | [ 32 ]         |
| Leon Sullivan          | 1991                   | George H.W. Bush  |                |
| Annie D. Wauneka       | 6 de dezembro de 1963  | Lyndon B. Johnson | [ 33 ]         |

## Mídia

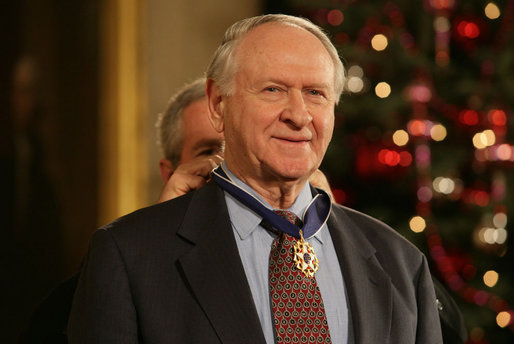
William Safire, 2006.

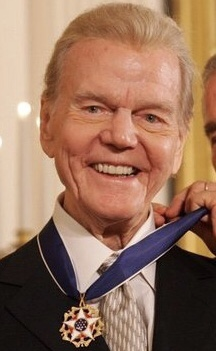
Paul Harvey, 2005

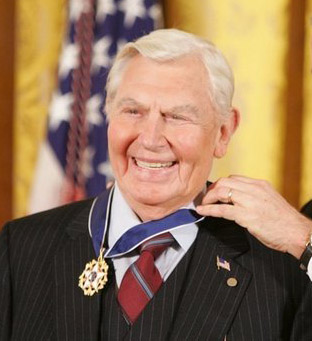
Andy Griffith, 2005

| Destinatários           | Data                   | Contribuições para | Presidente        | Notas                  |
| ----------------------- | ---------------------- | ------------------ | ----------------- | ---------------------- |
| Ellen DeGeneres         | 2016                   | Televisão          | Barack Obama      |                        |
| Robert Leroy Bartley    | 2004                   | Jornalismo         | George W. Bush    |                        |
| Earl Charles Behrens    | 1970                   | Jornalismo         | Richard Nixon     | [ 34 ]                 |
| Herbert L. Block        | 1994                   | Jornalismo         | Bill Clinton      |                        |
| Ben Bradlee             | 2013                   | Jornalismo         | Barack Obama      | [ 27 ]                 |
| Tom Brokaw              | 24 de novembro de 2014 |                    | Barack Obama      | [ 11 ]                 |
| William F. Buckley, Jr. | 1991                   | Jornalismo         | George H.W. Bush  |                        |
| Walter Cronkite         | 1981                   | Jornalismo         | Ronald Reagan     |                        |
| Edward T. Folliard      | 1970                   | Jornalismo         | Richard Nixon     | [ 34 ]                 |
| Katharine Graham        | 2002                   | Jornalismo         | George W. Bush    | prêmio póstumo         |
| William M. Henry        | 1970                   | Jornalismo         | Richard Nixon     | [ 34 ]                 |
| John H. Johnson         | 1996                   | Jornalismo         | Bill Clinton      |                        |
| Paul Johnson            | 2006                   | Jornalismo         | George W. Bush    |                        |
| Arthur Krock            | 1970                   | Jornalismo         | Richard Nixon     | [ 34 ]                 |
| David Lawrence          | 1970                   | Jornalismo         | Richard Nixon     | [ 34 ]                 |
| George Gould Lincoln    | 1970                   | Jornalismo         | Richard Nixon     | [ 34 ]                 |
| Walter Lippmann         | 1964                   | Jornalismo         | Lyndon B. Johnson |                        |
| Ralph McGill            | 1964                   | Jornalismo         | Lyndon B. Johnson |                        |
| Raymond Moley           | 1970                   | Jornalismo         | Richard Nixon     | [ 34 ]                 |
| Edward R. Murrow        | 1964                   | Jornalismo         | Lyndon B. Johnson | Premiado com Distinção |
| Frank Reynolds          | 1985                   | Jornalismo         | Ronald Reagan     | prêmio póstumo         |
| Abe Rosenthal           | 2002                   | Jornalismo         | George W. Bush    |                        |
| Vermont C. Royster      | 1986                   | Jornalismo         | Ronald Reagan     |                        |
| William Safire          | 2006                   | Jornalismo         | George W. Bush    |                        |
| Albert Merriman Smith   | 1967                   | Jornalismo         | Lyndon B. Johnson |                        |
| Adela Rogers St. Johns  | 1970                   | Jornalismo         | Richard Nixon     | [ 34 ]                 |
| DeWitt Wallace          | 1972                   | Jornalismo         | Richard Nixon     |                        |
| Lila Acheson Wallace    | 1972                   | Jornalismo         | Richard Nixon     |                        |
| Mark S. Watson          | 1963                   | Jornalismo         | John F. Kennedy   |                        |
| Oprah Winfrey           | 2013                   | Televisão          | Barack Obama      | [ 27 ]                 |
| William S. White        | 1969                   | Jornalismo         | Richard Nixon     |                        |
| Lowell Thomas           | 1977                   | Rádio              | Jimmy Carter      | [ 35 ]                 |
| Paul Harvey             | 2005                   | Rádio              | George W. Bush    | [ 2 ]                  |
| Lucille Ball            | 1989                   | Televisão          | George H.W. Bush  | prêmio póstumo         |
| David Brinkley          | 1992                   | Televisão          | George H.W. Bush  |                        |
| Carol Burnett           | 2005                   | Television         | George H.W. Bush  | [ 2 ]                  |
| Johnny Carson           | 1992                   | Televisão          | George H.W. Bush  |                        |
| Peggy Charren           | 1995                   | Televisão          | Bill Clinton      | [ 2 ]                  |
| Julia Child             | 2003                   | Televisão          | George W. Bush    |                        |
| Joan Ganz Cooney        | 1995                   | Televisão          | Bill Clinton      | [ 2 ]                  |
| Bill Cosby              | 2002                   | Televisão          | George W. Bush    | [ 2 ]                  |
| Andy Griffith           | 2005                   | Televisião         | George W. Bush    | [ 2 ]                  |
| Brian P. Lamb           | 2007                   | Television         | George W. Bush    | [ 2 ]                  |
| Fred Rogers             | 2002                   | Televisão          | George W. Bush    | [ 2 ]                  |

## Medicina
| Destinatários          | Data                | Presidente        | Notas   |
| ---------------------- | ------------------- | ----------------- | ------- |
| Ben Carson             | 2008                | George W. Bush    |         |
| Denton Cooley          | 26 de março de 1984 | Ronald Reagan     | [ 36 ]  |
| Michael DeBakey        | 1969                | Richard Nixon     |         |
| Lena Frances Edwards   | 1964                | Lyndon B. Johnson |         |
| John Franklin Enders   | 1963                | John F. Kennedy   |         |
| Anthony Fauci          | 2008                | George W. Bush    |         |
| William Foege          | 2012                | Barack Obama      | [ 24 ]  |
| Pedro José Greer       | 2009                | Barack Obama      | [ 14 ]  |
| David Hamburg          | 1996                | Bill Clinton      |         |
| Donald Henderson       | 2002                | George W. Bush    |         |
| Charles Everett Koop   | 1995                | Bill Clinton      |         |
| Tom Little             | 2011                | Barack Obama      | póstumo |
| Charles LeRoy Lowman   | 1974                | Gerald Ford       |         |
| Karl Menninger         | 1981                | Ronald Reagan     |         |
| Arnall Patz            | 2004                | George W. Bush    |         |
| Janet Rowley           | 2009                | Barack Obama      | [ 14 ]  |
| Albert Sabin           | 1986                | Ronald Reagan     |         |
| Jonas Salk             | 1977                | Jimmy Carter      |         |
| Helen Taussig          | 1964                | Lyndon B. Johnson |         |
| William Bertalan Walsh | 1987                | Ronald Reagan     |         |
| Paul Dudley White      | 1964                | Lyndon B. Johnson |         |

## Filantropia
| Destinatários           | Data                  | Presidente      | Notas  |
| ----------------------- | --------------------- | --------------- | ------ |
| J. Clifford MacDonald   | 1963                  | John F. Kennedy |        |
| Lowell Thomas           | 10 de janeiro de 1977 | Gerald Ford     | [ 35 ] |
| Catherine Filene Shouse | 1977                  | Jimmy Carter    |        |
| Morris I. Leibman       | 1981                  | Ronald Reagan   |        |
| Brooke Astor            | 1998                  | Bill Clinton    |        |
| Zachary Fisher          | 1998                  | Bill Clinton    |        |
| Eugene Lang             | 1996                  | Bill Clinton    |        |
| Ronnie Eugene Ford      | 1978                  | Jimmy Carter    |        |

## Filosofia
| Destinatários   | Data                  | Presidente       | Notas  |
| --------------- | --------------------- | ---------------- | ------ |
| Will Durant     | 10 de janeiro de 1977 | Gerald Ford      | [ 37 ] |
| Sidney Hook     | 1985                  | Ronald Reagan    |        |
| Friedrich Hayek | 1991                  | George H.W. Bush |        |

## Política e governo

### Ativismo
| Destinatários               | Data                   | Presidente        | Notas                  |
| --------------------------- | ---------------------- | ----------------- | ---------------------- |
| Joe Biden                   | 2017                   | Barack Obama      | Premiado com Distinção |
| Elouise Cobell              | 2016                   | Barack Obama      | Postumamente           |
| Arnold Aronson              | 1998                   | Bill Clinton      |                        |
| Roger Nash Baldwin          | 1981                   | Ronald Reagan     |                        |
| Oscar Elias Biscet          | 2007                   | George W. Bush    |                        |
| James Chaney                | 24 de novembro de 2014 | Barack Obama      | Postumamente           |
| César Chávez                | 1994                   | Bill Clinton      | Postumamente           |
| Justin Whitlock Dart, Jr.   | 1998                   | Bill Clinton      |                        |
| Evelyn Dubrow               | 1999                   | Bill Clinton      |                        |
| Marian Wright Edelman       | 2000 August 9          | Bill Clinton      | [ 38 ]                 |
| James L. Farmer, Jr.        | 1998                   | Bill Clinton      |                        |
| Billy Frank, Jr.            | 24 de novembro de 2015 | Barack Obama      | Postumamente           |
| Hector Garcia               | 26 de março de 1984    | Ronald Reagan     | [ 39 ]                 |
| Andrew Goodman              | 24 de novembro de 2014 | Barack Obama      | Postumamente           |
| Suzan Shown Harjo           | 24 de novembro de 2014 | Barack Obama      | [ 11 ]                 |
| Dorothy Height              | 1994                   | Bill Clinton      |                        |
| George G. Higgins           | 2000                   | Bill Clinton      |                        |
| Gordon Hirabayashi          | 2012                   | Barack Obama      | Postumamente           |
| Benjamin Hooks              | 2007                   | George W. Bush    |                        |
| Dolores Huerta              | 2012                   | Barack Obama      | [ 24 ]                 |
| Rev. Jesse Jackson          | 2000                   | Bill Clinton      |                        |
| Millie Jeffrey              | 2000                   | Bill Clinton      |                        |
| Helen Keller                | 1964                   | Lyndon B. Johnson |                        |
| Ethel Kennedy               | 24 de novembro de 2014 | Barack Obama      | [ 11 ]                 |
| Martin Luther King, Jr.     | 1977                   | Jimmy Carter      | Postumamente           |
| Fred Korematsu              | 1998                   | Bill Clinton      |                        |
| Mary Lasker                 | 1969                   | Richard Nixon     |                        |
| Rev. Joseph Lowery          | 2009                   | Barack Obama      | [ 14 ]                 |
| Sylvia Mendez               | 2011                   | Barack Obama      | [ 10 ]                 |
| Harvey Milk                 | 2009                   | Barack Obama      | Postumamente           |
| Clarence M. Mitchell        | 1980                   | Jimmy Carter      |                        |
| Mario G. Obledo             | 1998                   | Bill Clinton      |                        |
| Rosa Parks                  | 1996                   | Bill Clinton      |                        |
| Esther Peterson             | 1981                   | Ronald Reagan     |                        |
| Bayard Rustin               | 2013                   | Barack Obama      | Postumamente           |
| Ginetta Sagan               | 1996                   | Bill Clinton      |                        |
| Michael Schwerner           | 24 de novembro de 2014 | Barack Obama      | Postumamente           |
| Natan Sharansky             | 2006                   | George W. Bush    |                        |
| Gloria Steinem              | 2013                   | Barack Obama      | [ 27 ]                 |
| William C. Velasquez        | 1995                   | Bill Clinton      | Postumamente           |
| Cordy Tindell "C.T." Vivian | 2013                   | Barack Obama      | [ 27 ]                 |
| Lech Wałęsa                 | 1989                   | George H.W. Bush  |                        |
| Roy Wilkins                 | 1967                   | Lyndon B. Johnson |                        |
| Minoru Yasui                | 24 de novembro de 2015 | Barack Obama      | Postumamente           |
| Andrew Young                | 1981                   | Ronald Reagan     |                        |

### Diplomacia

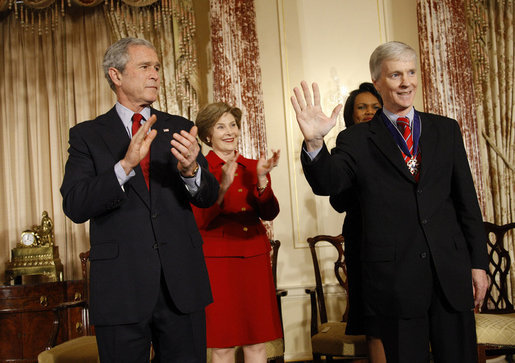
Ryan Crocker, 2009

| Destinatários             | Data                  | Presidente        | Notas                               |
| ------------------------- | --------------------- | ----------------- | ----------------------------------- |
| Anne L. Armstrong         | 1987                  | Ronald Reagan     |                                     |
| Manlio Brosio             | 1971                  | Richard Nixon     |                                     |
| David K. E. Bruce         | 1976                  | Gerald Ford       | Premiado com Distinção              |
| Ralph J. Bunche           | 6 de dezembro de 1963 | Lyndon B. Johnson | Premiado com Distinção              |
| Ellsworth Bunker          | 6 de dezembro de 1963 | Lyndon B. Johnson | (Duas vezes) Premiado com Distincão |
| Ellsworth Bunker          | 1967                  | Lyndon B. Johnson | (Duas vezes) Premiado com Distinção |
| Ryan Crocker              | 2009                  | Barack Obama      | [ 41 ]                              |
| General Andrew Goodpaster | 1984                  | Ronald Reagan     | [ 42 ]                              |
| Philip Habib              | 1982                  | Ronald Reagan     |                                     |
| Jan Karski                | 2012                  | Barack Obama      | Postumamente                        |
| George F. Kennan          | 1989                  | George H.W. Bush  |                                     |
| Jeane Kirkpatrick         | 1985                  | Ronald Reagan     |                                     |
| Sol M. Linowitz           | 1998                  | Bill Clinton      |                                     |
| Harry W. Shlaudeman       | 1992                  | George H.W. Bush  |                                     |
| Gerard C. Smith           | 1981                  | Ronald Reagan     |                                     |
| Jean Kennedy Smith        | 2011                  | Barack Obama      | [ 10 ]                              |
| Robert Schwarz Strauss    | 1981                  | Ronald Reagan     |                                     |
| Llewellyn E Thompson, Jr. | 1946                  | Harry Truman      | [ 43 ]                              |

### Ambientalismo
| Destinatários              | Data | Presidente       | Notas        |
| -------------------------- | ---- | ---------------- | ------------ |
| John H. Adams              | 2011 | Barack Obama     | [ 10 ]       |
| Horace M. Albright         | 1980 | Jimmy Carter     |              |
| Rachel Carson              | 1980 | Jimmy Carter     | Postumamente |
| Marjory Stoneman Douglas   | 1993 | Bill Clinton     |              |
| Gilbert Melville Grosvenor | 2004 | George W. Bush   |              |
| Margaret Murie             | 1998 | Bill Clinton     |              |
| Roger Tory Peterson        | 1980 | Jimmy Carter     |              |
| Russell E. Train           | 1991 | George H.W. Bush |              |
| Edgar Wayburn              | 1999 | Bill Clinton     |              |

### Inteligência

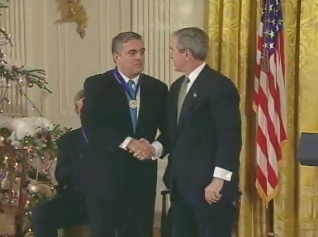
George Tenet, 2004.

| Destinatários      | Data                | Presidente     | Notas                                                          |
| ------------------ | ------------------- | -------------- | -------------------------------------------------------------- |
| Whittaker Chambers | 26 de março de 1984 | Ronald Reagan  | [ 44 ] [ 45 ] [ 46 ] [ 47 ] [ 48 ] [ 49 ] [ 50 ] [ 51 ] [ 52 ] |
| Jean MacArthur     | 1988                | Ronald Reagan  |                                                                |
| George Tenet       | 2004                | George W. Bush |                                                                |

### Chefes de estado ou de governo

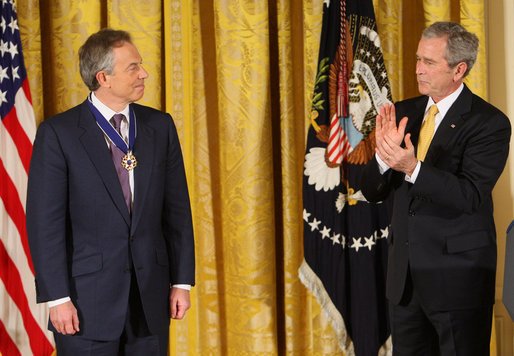
Tony Blair, 2009

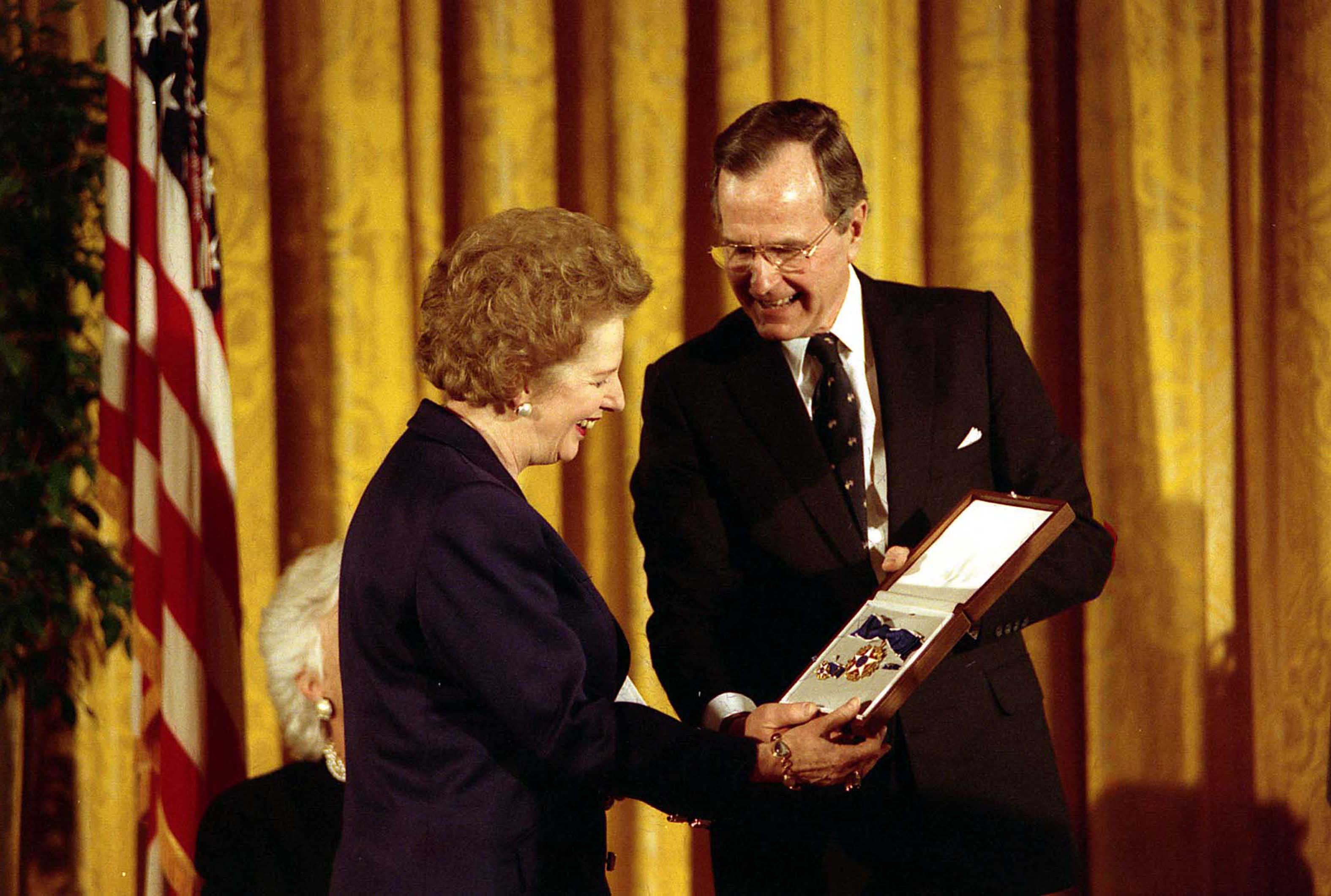
Margaret Thatcher, 1991

| Destinatários         | Data                   | País            | Presidente       | Notas        |
| --------------------- | ---------------------- | --------------- | ---------------- | ------------ |
| Tony Blair            | 13 de janeiro de 2009  | Reino Unido     | George W. Bush   | [ 53 ]       |
| Václav Havel          | 6 de junho de 2003     | República Checa | George W. Bush   |              |
| John Howard           | 13 de janeiro de 2009  | Austrália       | George W. Bush   |              |
| Helmut Kohl           | 10 de agosto de 1999   | Alemanha        | Bill Clinton     |              |
| Joseph Luns           | 6 de dezembro de 1984  | Países Baixos   | Ronald Reagan    |              |
| Nelson Mandela        | 19 de julho de 2002    | África do Sul   | George W. Bush   |              |
| Wilma Mankiller       | 15 de janeiro de 1998  | Nação Cherokee  | Bill Clinton     | [ 54 ]       |
| Angela Merkel         | 7 de abril de 2011     | Alemanha        | Barack Obama     | [ 10 ]       |
| Shimon Peres          | 12 de novembro de 2012 | Israel          | Barack Obama     | [ 24 ]       |
| Mary Robinson         | 8 de outubro de 2009   | Irlanda         | Barack Obama     | [ 14 ]       |
| Carlos P. Romulo      | 8 de junho de 1984     | Filipinas       | Ronald Reagan    |              |
| Anwar el-Sadat        | 26 de março de 1984    | Egito           | Ronald Reagan    | Postumamente |
| Ellen Johnson Sirleaf | 9 de janeiro de 2007   | Liberia         | George W. Bush   |              |
| Margaret Thatcher     | 16 de julho de 1991    | Reino Unido     | George H.W. Bush |              |
| Álvaro Uribe          | 13 de janeiro de 2009  | Colombia        | George W. Bush   |              |

### Jurisprudência
| Destinatários             | Data | Presidente     | Notas        |
| ------------------------- | ---- | -------------- | ------------ |
| John Doar                 | 2012 | Barack Obama   | [ 24 ]       |
| Henry J. Friendly         | 1977 | Jimmy Carter   |              |
| A. Leon Higginbotham, Jr. | 1995 | Bill Clinton   |              |
| Oliver White Hill         | 1999 | Bill Clinton   |              |
| Frank Minis Johnson       | 1995 | Bill Clinton   |              |
| Irving Robert Kaufman     | 1987 | Ronald Reagan  |              |
| Joseph Warren Madden      | 1947 | Harry Truman   |              |
| Joseph L. Rauh, Jr.       | 1993 | Bill Clinton   | Postumamente |
| Cruz Reynoso              | 2000 | Bill Clinton   |              |
| Laurence Silberman        | 2008 | George W. Bush |              |
| Elbert Tuttle             | 1981 | Ronald Reagan  |              |
| Patricia Wald             | 2013 | Barack Obama   | [ 27 ]       |
| John Minor Wisdom         | 1993 | Bill Clinton   |              |

### Militares

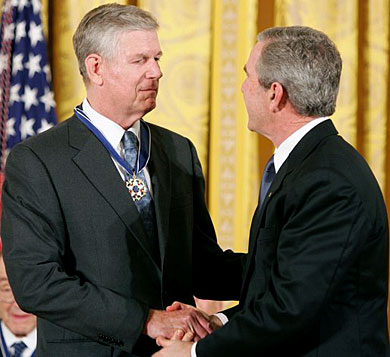
Richard Myers, 2005

| Destinatário                       | Data | Presidente       | Notas               |
| ---------------------------------- | ---- | ---------------- | ------------------- |
| General of the Army Omar Bradley   | 1977 | Jimmy Carter     |                     |
| Admiral Arleigh Burke              | 1977 | Jimmy Carter     |                     |
| General Wesley Clark               | 2000 | Bill Clinton     |                     |
| Chefe de Guerra Joe Medicine Crow  | 2009 | Barack Obama     | [ 14 ]              |
| Almirante William J. Crowe         | 2000 | Bill Clinton     |                     |
| Lieutenant General Jimmy Doolittle | 1989 | George H.W. Bush |                     |
| General Tommy Franks               | 2004 | George W. Bush   |                     |
| General Lyman Lemnitzer            | 1987 | Ronald Reagan    |                     |
| General Richard B. Myers           | 2005 | George W. Bush   |                     |
| Jan Nowak-Jeziorański              | 1996 | Bill Clinton     |                     |
| General Peter Pace                 | 2008 | George W. Bush   |                     |
| General Colin Powell               | 1991 | George H.W. Bush | Premiado duas vezes |
| General Colin Powell               | 1993 | Bill Clinton     | Premiado duas vezes |
| General Matthew B. Ridgeway        | 1986 | Ronald Reagan    |                     |
| Captain Joseph Rochefort           | 1986 | Ronald Reagan    | Postumamente        |
| General H. Norman Schwarzkopf      | 1991 | George H.W. Bush |                     |
| General John Shalikashvili         | 1997 | Bill Clinton     |                     |
| John Paul Vann                     | 1972 | Richard Nixon    | Postumamente        |
| General John W. Vessey             | 1992 | George H.W. Bush |                     |
| James E. Webb                      | 1969 | Richard Nixon    |                     |
| General Albert Coady Wedemeyer     | 1985 | Ronald Reagan    |                     |
| Major General Chuck Yeager         | 1985 | Ronald Reagan    |                     |
| Almirante Elmo Zumwalt             | 1998 | Bill Clinton     |                     |

### Juízes da Suprema Corte
| Destinatários                       | Data                  | Presidente        | Notas                  |
| ----------------------------------- | --------------------- | ----------------- | ---------------------- |
| Juiz Associado William J. Brennan   | 1993                  | Bill Clinton      |                        |
| Chefe de Justiça Warren E. Burger   | 1988                  | Ronald Reagan     |                        |
| Juiz Associado Felix Frankfurter    | 6 de dezembro de 1963 | Lyndon B. Johnson | Premiado com Distinção |
| Juiz Associado Arthur J. Goldberg   | 1978                  | Jimmy Carter      |                        |
| Juiz Associado Thurgood Marshall    | 1993                  | Bill Clinton      | Postumamente           |
| Juíza Associada Sandra Day O'Connor | 12 de agosto de 2009  | Barack Obama      | [ 56 ]                 |
| Juiz Associado John Paul Stevens    | 2012                  | Barack Obama      | [ 24 ]                 |
| Chefe de Justiça Earl Warren        | 1981                  | Ronald Reagan     | Postumamente           |
| Juiz Associado Byron White          | 2003                  | George W. Bush    | Postumamente           |

### Membros do gabinete dos EUA

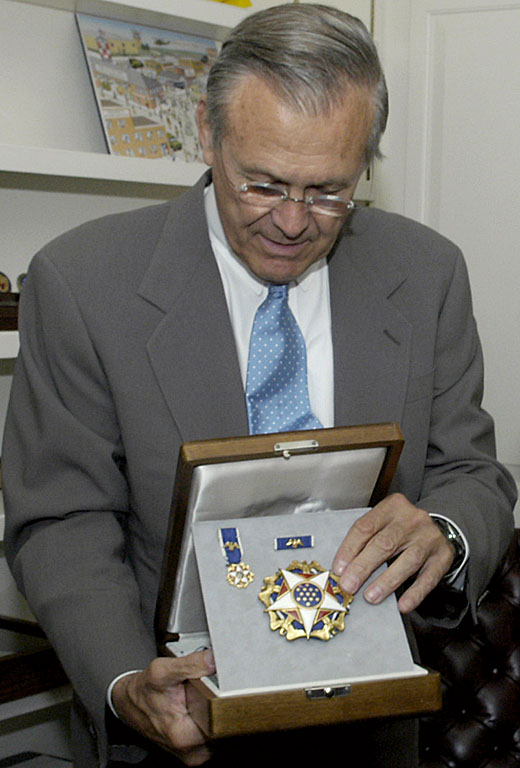
Donald Rumsfeld, com a medalha de 1977 (premiada com distinção)

| Destinatários                        | Data               | Presidente        | Notas                  |
| ------------------------------------ | ------------------ | ----------------- | ---------------------- |
| Dean Acheson                         | 1964               | Lyndon B. Johnson | Premiado com Distinção |
| Madeleine Albright                   | 2012               | Barack Obama      | [ 24 ]                 |
| James Baker                          | 1991               | George H.W. Bush  |                        |
| Malcolm Baldrige, Jr.                | 1988               | Ronald Reagan     | Postumamente           |
| Harold Brown                         | 1981               | Ronald Reagan     |                        |
| Zbigniew Brzezinski                  | 1981               | Ronald Reagan     |                        |
| Dick Cheney, as Secretário de Defesa | 3 de julho de 1991 | George H.W. Bush  | [ 58 ]                 |
| Warren Christopher                   | 1981               | Ronald Reagan     |                        |
| Clark Clifford                       | 1969               | Richard Nixon     | Premiado com Distinção |
| William T. Coleman, Jr.              | 1995               | Bill Clinton      |                        |
| C. Douglas Dillon                    | 1989               | George H.W. Bush  |                        |
| Robert Gates                         | 2011               | Barack Obama      |                        |
| Averell Harriman                     | 1969               | Richard Nixon     | Premiado com Distinção |
| Henry Kissinger                      | 1977               | Jimmy Carter      |                        |
| Melvin Laird                         | 1974               | Gerald Ford       |                        |
| Robert A. Lovett                     | 1963               | John F. Kennedy   | Premiado com Distinção |
| Robert S. McNamara                   | 1968               | Lyndon B. Johnson |                        |
| Norman Mineta                        | 2006               | George W. Bush    |                        |
| William Perry                        | 1997               | Bill Clinton      |                        |
| Elliot Richardson                    | 1998               | Bill Clinton      |                        |
| William P. Rogers                    | 1973               | Richard Nixon     |                        |
| Donald Rumsfeld                      | 1977               | Jimmy Carter      | Premiado com Distinção |
| Dean Rusk                            | 1969               | Richard Nixon     | Premiado com Distinção |
| Donna Shalala                        | 2008               | George W. Bush    |                        |
| George P. Shultz                     | 1989               | George H.W. Bush  |                        |
| Cyrus Vance                          | 1969               | Richard Nixon     |                        |
| Caspar Weinberger                    | 1987               | Ronald Reagan     | Premiado com Distinção |

### Primeira-damas dos Estados Unidos

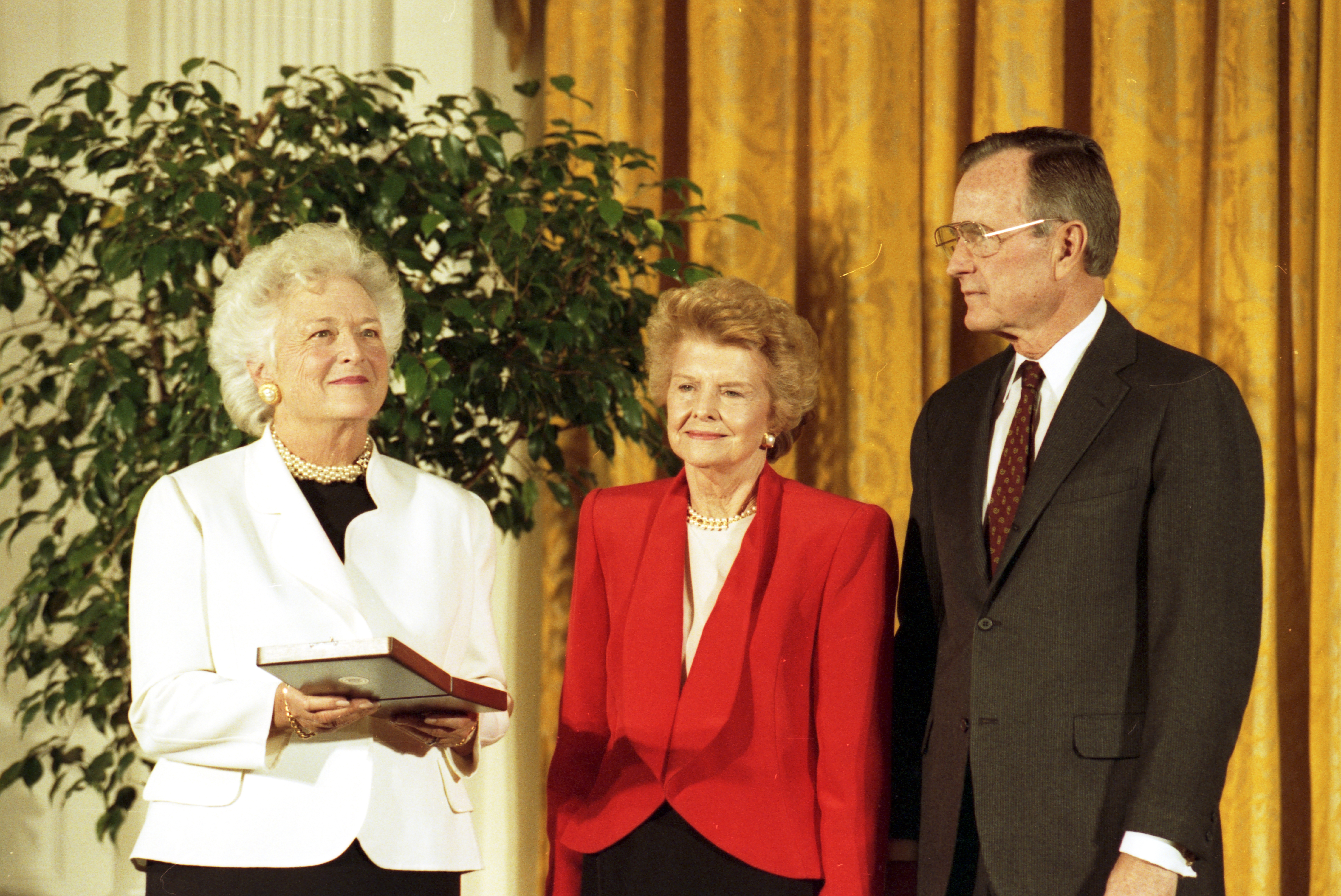
Betty Ford, 1992

| Destinatárias     | Data                   | Presidente       | Notas  |
| ----------------- | ---------------------- | ---------------- | ------ |
| Lady Bird Johnson | 10 de janeiro de 1977  | Gerald Ford      | [ 59 ] |
| Betty Ford        | 18 de novembro de 1991 | George H.W. Bush | [ 60 ] |
| Rosalynn Carter   | 9 de agosto de 1999    | Bill Clinton     | [ 2 ]  |
| Nancy Reagan      | 9 de julho de 2002     | George W. Bush   | [ 2 ]  |

### Membros dos Congresso dos Estados Unidos

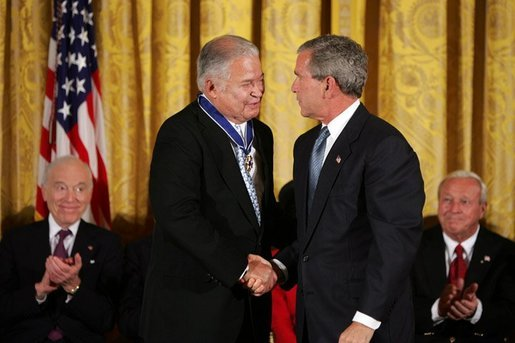
Senador Edward Brooke, 2004

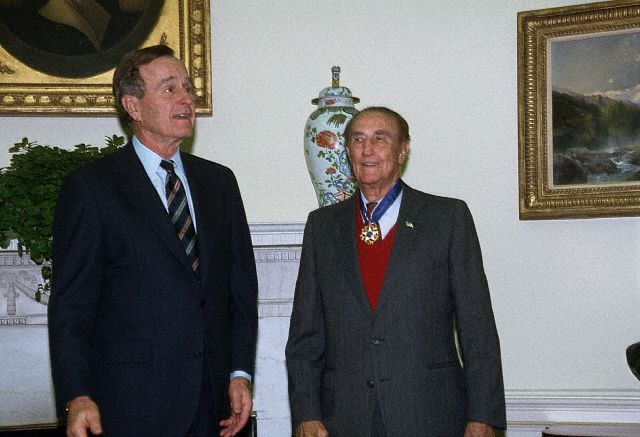
Senador Strom Thurmond, 1993

| Destinatários                | Data                | Presidente        | Notas                  |
| ---------------------------- | ------------------- | ----------------- | ---------------------- |
| Senador Howard H. Baker, Jr. | 26 de março de 1984 | Ronald Reagan     | [ 61 ]                 |
| Lloyd Bentsen                | 1999                | Bill Clinton      |                        |
| Edward Brooke                | 2004                | George W. Bush    |                        |
| John Chafee                  | 2000                | Bill Clinton      | Postumamente           |
| Shirley Chisholm             | 2015                | Barack Obama      | Postumamente           |
| John Dingell                 | 2014                | Barack Obama      |                        |
| Bob Dole                     | 1997                | Bill Clinton      |                        |
| Dante B. Fascell             | 1998                | Bill Clinton      |                        |
| J. William Fulbright         | 1993                | Bill Clinton      |                        |
| Barry Goldwater              | 1986                | Ronald Reagan     |                        |
| Lee H. Hamilton              | 2015                | Barack Obama      | [ 19 ]                 |
| Henry Hyde                   | 2007                | George W. Bush    |                        |
| Daniel Inouye                | 2013                | Barack Obama      | Postumamente           |
| Henry M. Jackson             | 1984                | Ronald Reagan     | Postumamente           |
| Jacob K. Javits              | 1983                | Ronald Reagan     |                        |
| Barbara Jordan               | 1994                | Bill Clinton      |                        |
| Walter Judd                  | 1981                | Ronald Reagan     |                        |
| Jack Kemp                    | 2009                | Barack Obama      | Postumamente           |
| Edward Kennedy               | 2009                | Barack Obama      | [ 14 ]                 |
| Tom Lantos                   | 2008                | George W. Bush    |                        |
| John Lewis                   | 2011                | Barack Obama      | [ 10 ]                 |
| Clare Boothe Luce            | 1983                | Ronald Reagan     |                        |
| Richard Lugar                | 2013                | Barack Obama      | [ 27 ]                 |
| Mike Mansfield               | 1989                | George H.W. Bush  |                        |
| George McGovern              | 2000                | Bill Clinton      |                        |
| Robert H. Michel             | 1994                | Bill Clinton      |                        |
| Barbara Mikulski             | 2015                | Barack Obama      | [ 19 ]                 |
| Abner J. Mikva               | 2014                | Barack Obama      |                        |
| Patsy Mink                   | 2014                | Barack Obama      | Postumamente           |
| George J. Mitchell           | 1999                | Bill Clinton      |                        |
| G. V. (Sonny) Montgomery     | 2005                | George W. Bush    |                        |
| Daniel Patrick Moynihan      | 2000                | Bill Clinton      |                        |
| Ed Muskie                    | 1981                | Ronald Reagan     |                        |
| Gaylord Nelson               | 1995                | Bill Clinton      |                        |
| Tip O'Neill                  | 1991                | George H.W. Bush  |                        |
| Claude Pepper                | 1989                | George H.W. Bush  |                        |
| Edward Roybal                | 2014                | Barack Obama      | Postumamente           |
| Margaret Chase Smith         | 1989                | George H.W. Bush  |                        |
| Strom Thurmond               | 1993                | Bill Clinton      |                        |
| Mo Udall                     | 1996                | Bill Clinton      |                        |
| Carl Vinson                  | 1964                | Lyndon B. Johnson | Premiado com Distinção |

### Presidentes dos Estados Unidos

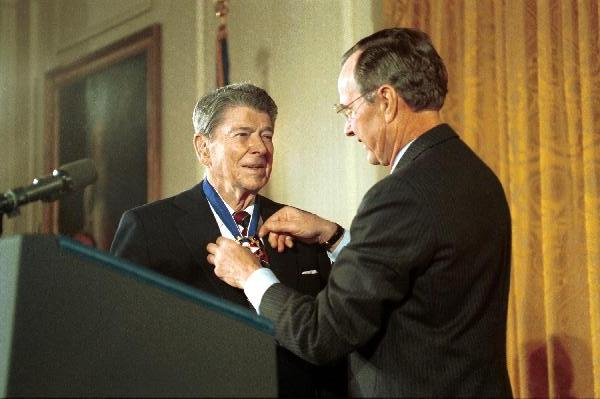
O ex-presidente Ronald Reagan e o presidente George H. W. Bush, 13 de janeiro de 1993

| Destinatários     | Data                    | Presidente        | Notas                                  |
| ----------------- | ----------------------- | ----------------- | -------------------------------------- |
| John F. Kennedy   | 6 de dezembro de 1963   | Lyndon B. Johnson | 35º Presidente; prêmio póstumo         |
| Lyndon B. Johnson | 9 de junho de 1980      | Jimmy Carter      | 36º Presidente; prêmio póstumo         |
| Ronald Reagan     | 13 de janeiro de 1993   | George H.W. Bush  | 40º Presidente; Premiado com Distinção |
| Gerald Ford       | 9 de agosto de 1999     | Bill Clinton      | 38º Presidente                         |
| Jimmy Carter      | 9 de agosto de 1999     | Bill Clinton      | 39º Presidente                         |
| George H. W. Bush | 15 de fevereiro de 2011 | Barack Obama      | 41º Presidente                         |
| Bill Clinton      | 20 de novembro de 2013  | Barack Obama      | 42º Presidente; Premiado com Distinção |

### Vice-presidentes dos Estados Unidos
| Destinatários      | Data                  | Presidente   | Notas                                       |
| ------------------ | --------------------- | ------------ | ------------------------------------------- |
| Nelson Rockefeller | 10 de janeiro de 1977 | Gerald Ford  | 41º Vice-presidente                         |
| Hubert H. Humphrey | 9 de junho de 1980    | Jimmy Carter | 38º Vice-presidente, póstumo                |
| Joe Biden          | 12 de janeiro de 2017 | Barack Obama | 47º Vice-presidente, Premiado com Distinção |

### Outras figuras políticas
| Destinatários                        | Data                   | Presidente        | Notas                                                                                             |
| ------------------------------------ | ---------------------- | ----------------- | ------------------------------------------------------------------------------------------------- |
| Eugene R. Black, Sr.                 | 1969                   | Richard Nixon     |                                                                                                   |
| James Brady                          | 1996                   | Bill Clinton      |                                                                                                   |
| Paul Bremer                          | 2004                   | George W. Bush    |                                                                                                   |
| McGeorge Bundy                       | 1969                   | Richard Nixon     |                                                                                                   |
| Peter Carington 6.º Barão Carrington | 1988                   | Ronald Reagan     |                                                                                                   |
| Leo Cherne                           | 1984                   | Ronald Reagan     |                                                                                                   |
| Javier Perez de Cuellar              | 1991                   | George H.W. Bush  |                                                                                                   |
| Governador Luis A. Ferré             | 1991                   | George H.W. Bush  |                                                                                                   |
| Arthur Flemming                      | 1994                   | Bill Clinton      |                                                                                                   |
| Paul Drabinski                       | 1993                   | Bill Clinton      |                                                                                                   |
| James P. Grant                       | 1994                   | Bill Clinton      |                                                                                                   |
| Ella T. Grasso                       | 1981                   | Ronald Reagan     | Postumamente                                                                                      |
| William J. Hopkins                   | 1971                   | Richard Nixon     |                                                                                                   |
| Max Kampelman                        | 1999                   | Bill Clinton      |                                                                                                   |
| Robert W. Komer                      | 1967                   | Lyndon B. Johnson |                                                                                                   |
| Irving Kristol                       | 2002                   | George W. Bush    |                                                                                                   |
| Aung San Suu Kyi                     | 2000                   | Bill Clinton      |                                                                                                   |
| Governador Herbert H. Lehman         | 6 de dezembro de 1963  | Lyndon B. Johnson | Lehman morreu no dia antes da cerimônia, ea medalha foi entregue à viúva em 28 de janeiro de 1964 |
| Eugene M. Locke                      | 1967                   | Lyndon B. Johnson |                                                                                                   |
| John Macy                            | 1969                   | Richard Nixon     |                                                                                                   |
| John J. McCloy                       | 6 de dezembro de 1963  | Lyndon B. Johnson | Premiado com Distinção                                                                            |
| John McCone                          | 1987                   | Ronald Reagan     |                                                                                                   |
| George Meany                         | 6 de dezembro de 1963  | Lyndon B. Johnson | [ 69 ]                                                                                            |
| Jean Monnet                          | 6 de dezembro de 1963  | Lyndon B. Johnson | Premiado com Distinção                                                                            |
| Governor Luis Muñoz-Marín            | 1963                   | John F. Kennedy   | Premiado com Distinção                                                                            |
| Paul Nitze                           | 1985                   | Ronald Reagan     |                                                                                                   |
| Norman Podhoretz                     | 2004                   | George W. Bush    |                                                                                                   |
| George Robertson                     | 2003                   | George W. Bush    |                                                                                                   |
| Walt Rostow                          | 1969                   | Richard Nixon     |                                                                                                   |
| William Ruckelshaus                  | 24 de novembro de 2015 | Barack Obama      | [ 19 ]                                                                                            |
| Brent Scowcroft                      | 1991                   | George H.W. Bush  |                                                                                                   |
| Albert Shanker                       | 1998                   | Bill Clinton      | Postumamente                                                                                      |
| Sargent Shriver                      | 1994                   | Bill Clinton      |                                                                                                   |
| Vernon Walters                       | 1991                   | George H.W. Bush  |                                                                                                   |
| William Webster                      | 1991                   | George H.W. Bush  |                                                                                                   |
| Simon Wiesenthal                     | 2000                   | Bill Clinton      |                                                                                                   |
| Whitney Young                        | 1969                   | Richard Nixon     |                                                                                                   |

## Religião
| Destinatários                                        | Data                  | Presidente        | Notas        |
| ---------------------------------------------------- | --------------------- | ----------------- | ------------ |
| Joseph Cardinal Bernardin, Arcebispo de Chicago      | 1996                  | Bill Clinton      |              |
| Terence Cardinal Cooke, former Arcebispo de New York | 1984                  | Ronald Reagan     | Postumamente |
| Sister M. Isolina Ferré                              | 11 de agosto de 1999  | Bill Clinton      | [ 2 ]        |
| Billy Graham                                         | 1983                  | Ronald Reagan     |              |
| Gordon B. Hinckley                                   | 23 de junho de 2004   | George W. Bush    | [ 2 ]        |
| Archbishop Iakovos of America                        | 1980                  | Jimmy Carter      |              |
| Reinhold Niebuhr                                     | 1964                  | Lyndon B. Johnson |              |
| Pope John XXIII                                      | 6 de dezembro de 1963 | Lyndon B. Johnson | Postumamente |
| Pope John Paul II                                    | 4 de junho de 2004    | George W. Bush    | [ 2 ]        |
| Norman Vincent Peale                                 | 26 de março de 1984   | Ronald Reagan     | [ 71 ]       |
| Reverendo Gardner C. Taylor                          | 9 de agosto de 2000   | Bill Clinton      | [ 2 ]        |
| Mother Teresa                                        | 1985                  | Ronald Reagan     |              |
| Desmond Tutu, Arcebispo Emérito da Cidade do Cabo    | 12 de agosto de 2009  | Barack Obama      | [ 14 ]       |

## Ciência

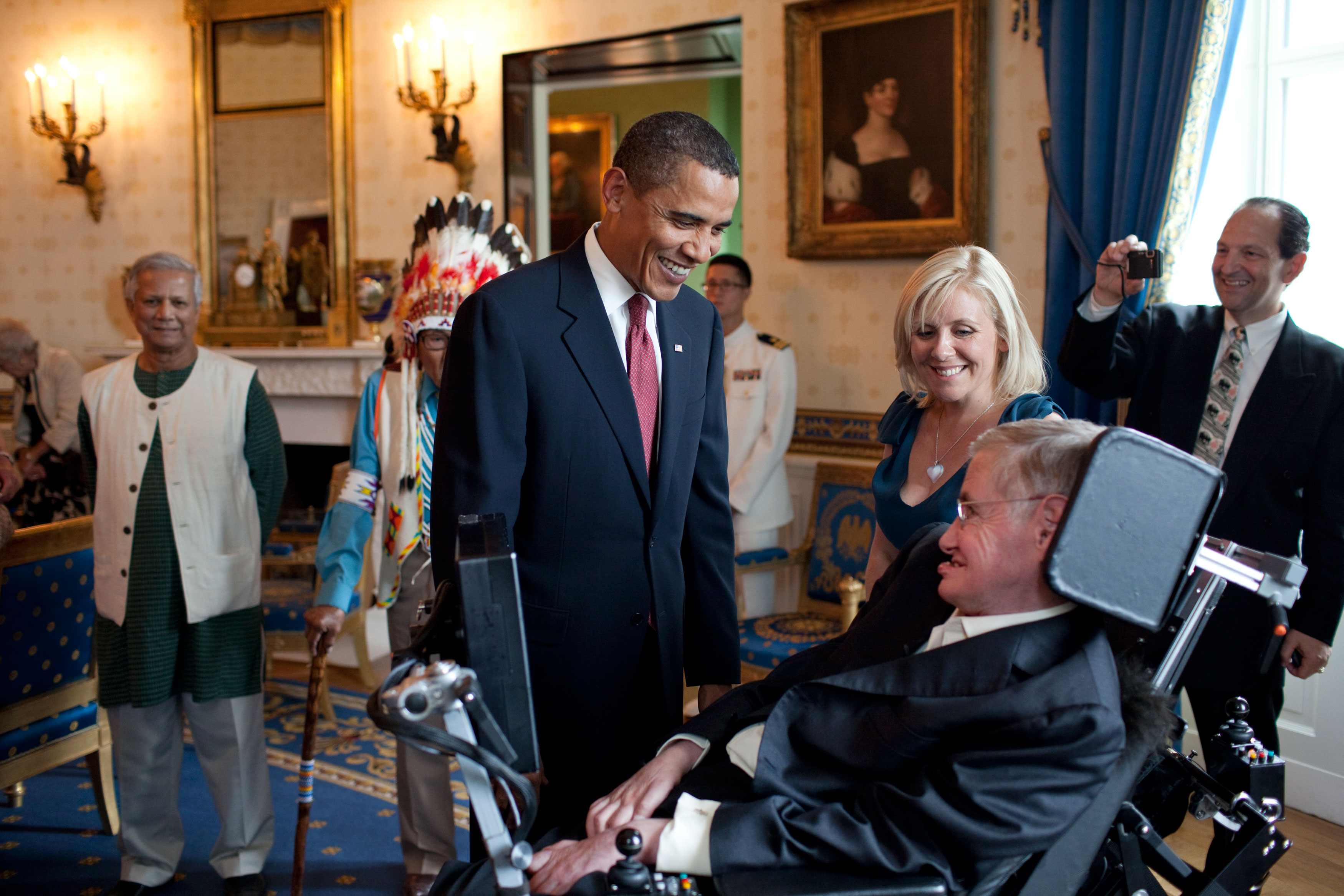
Stephen Hawking, 2009

| Destinatários         | Data                   | Presidente        | Notas        |
| --------------------- | ---------------------- | ----------------- | ------------ |
| John Bardeen          | 1977                   | Jimmy Carter      |              |
| Rachel Carson         | 1980                   | Jimmy Carter      | Postumamente |
| Robert Coles          | 1998                   | Bill Clinton      |              |
| Francis Collins       | 2007                   | George W. Bush    |              |
| Jacques-Yves Cousteau | 1985                   | Ronald Reagan     |              |
| Mildred Dresselhaus   | 24 de novembro de 2014 | Barack Obama      |              |
| Stephen Hawking       | 2009                   | Barack Obama      | [ 14 ]       |
| Clarence Johnson      | 1964                   | Lyndon B. Johnson |              |
| Mathilde Krim         | 2000                   | Bill Clinton      |              |
| Joshua Lederberg      | 2006                   | George W. Bush    |              |
| George Low            | 1985                   | Ronald Reagan     | Postumamente |
| Margaret Mead         | 1979                   | Jimmy Carter      | Postumamente |
| Mario Molina          | 2013                   | Barack Obama      | [ 27 ]       |
| Lewis Mumford         | 1964                   | Lyndon B. Johnson |              |
| Simon Ramo            | 1983                   | Ronald Reagan     |              |
| Edward Teller         | 2003                   | George W. Bush    |              |
| Alan Tower Waterman   | 1963                   | John F. Kennedy   |              |
| James D. Watson       | 1977                   | Jimmy Carter      |              |
| James Q. Wilson       | 2003                   | George W. Bush    |              |

## Exploração espacial

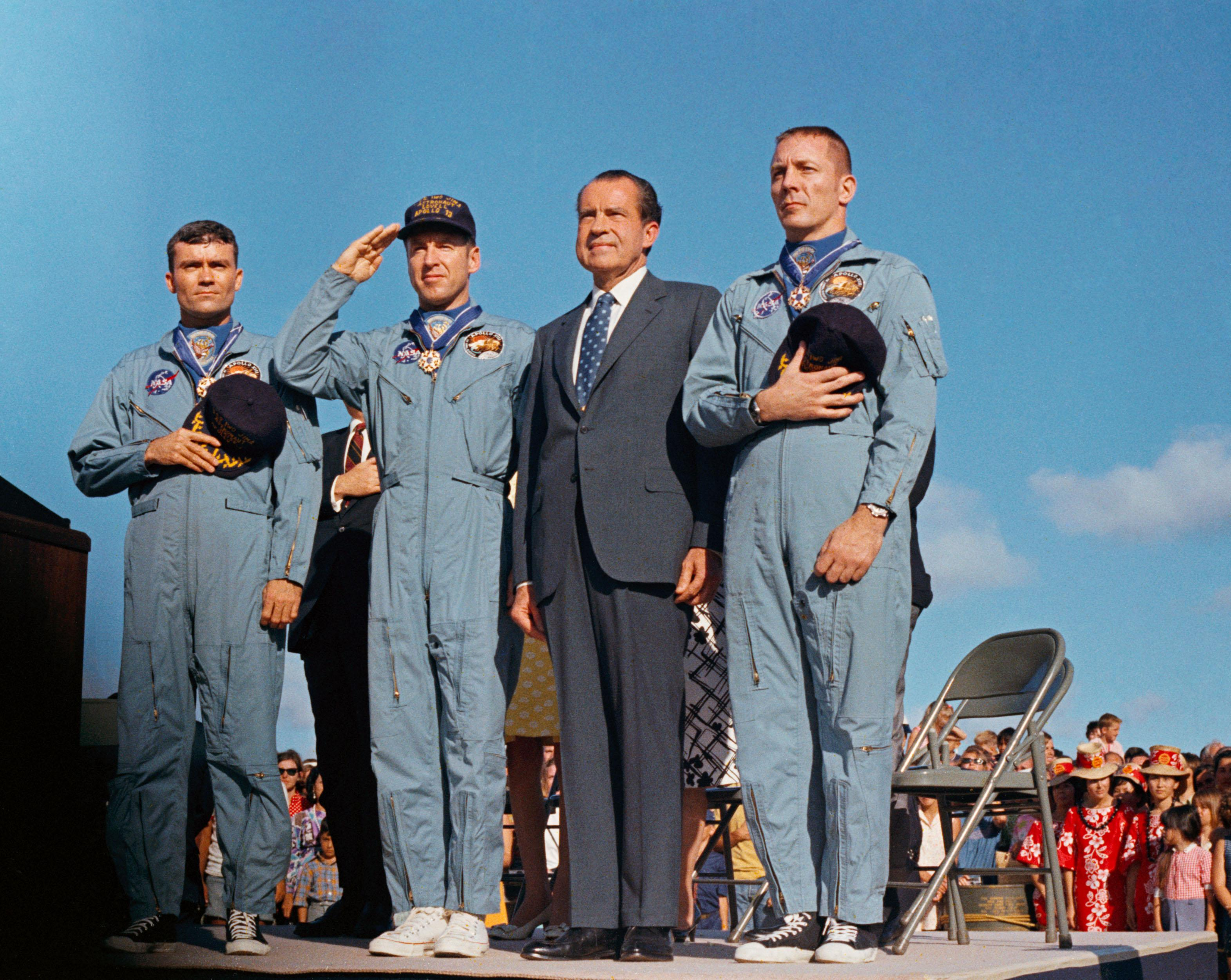
Os astronautas do Apollo 13 recebem a medalha do Presidente Richard Nixon em 1970

| Destinatários                               | Data | Missão                                      | Presidente    | Notas                     |
| ------------------------------------------- | ---- | ------------------------------------------- | ------------- | ------------------------- |
| Buzz Aldrin                                 | 1969 | Astronauta da Apollo 11                     | Richard Nixon | Condecorado com distinção |
| Neil Armstrong                              | 1969 | Astronauta da Apollo 11                     | Richard Nixon | Condecorado com distinção |
| Michael Collins                             | 1969 | Astronauta da Apollo 11                     | Richard Nixon | Condecorado com distinção |
| Fred Haise                                  | 1970 | Astronauta da Apollo 13                     | Richard Nixon |                           |
| Jim Lovell                                  | 1970 | Astronauta da Apollo 13                     | Richard Nixon |                           |
| Jack Swigert                                | 1970 | Astronauta da Apollo 13                     | Richard Nixon |                           |
| George Abbey                                | 1970 | Apollo 13 Mission Operations Team           | Richard Nixon |                           |
| Gerald D. Griffin                           | 1970 | Apollo 13 Mission Operations Team           | Richard Nixon |                           |
| Gene Kranz                                  | 1970 | Apollo 13 Mission Operations Team           | Richard Nixon |                           |
| Glynn Lunney                                | 1970 | Apollo 13 Mission Operations Team           | Richard Nixon |                           |
| James W. McBarron II                        | 1970 | Apollo 13 Mission Operations Team           | Richard Nixon |                           |
| Edgar Mitchell                              | 1970 | Apollo 13 Mission Operations Team           | Richard Nixon |                           |
| Siguard A Sjoberg                           | 1970 | Apollo 13 Mission Operations Team           | Richard Nixon | [ 73 ]                    |
| Milton L. Windler                           | 1970 | Apollo 13 Mission Operations Team           | Richard Nixon |                           |
| John Glenn                                  | 2012 | Mercury-Atlas 6 and STS-95                  | Barack Obama  | [ 24 ]                    |
| Katherine Johnson                           | 2015 | NASA                                        | Barack Obama  | [ 19 ]                    |
| Sally Ride                                  | 2013 | Space Shuttle Challenger STS-7 and STS-41-G | Barack Obama  | Postumamente              |
| Margaret Hamilton (cientista da computação) | 2016 | Engenheira de software Apollo 11            | Barack Obama  |                           |

## Esportes

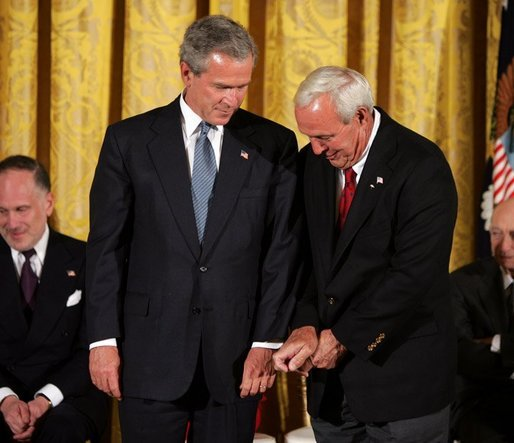
Arnold Palmer, 2004

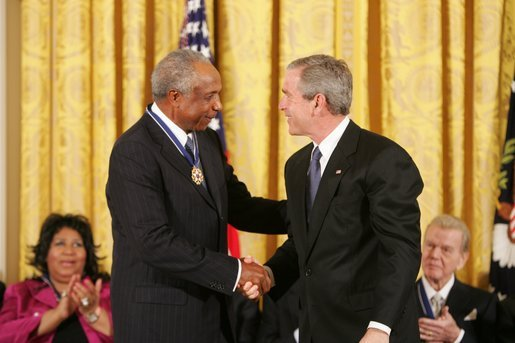
Frank Robinson, 2005

| Destinatários        | Data                   | Esporte           | Presidente        | Notas                     |
| -------------------- | ---------------------- | ----------------- | ----------------- | ------------------------- |
| Kareem Abdul-Jabbar  | 2016                   | Basquetebol       | Barack Obama      |                           |
| Hank Aaron           | 2002                   | Basebol           | George W. Bush    |                           |
| Muhammad Ali         | 2005                   | Boxe              | George W. Bush    |                           |
| Arthur Ashe          | 1993                   | Tênis             | Bill Clinton      | Postumamente              |
| Ernie Banks          | 2013                   | Basebol           | Barack Obama      |                           |
| Yogi Berra           | 24 de novembro de 2015 | Basebol           | Barack Obama      | Postumamente              |
| Earl Blaik           | 1986                   | Futebol americano | Ronald Reagan     |                           |
| Paul "Bear" Bryant   | 1983                   | Futebol americano | Ronald Reagan     | Postumamente              |
| Roberto Clemente     | 2003                   | Basebol           | George W. Bush    | Postumamente              |
| Joe DiMaggio         | 1977                   | Basebol           | Jimmy Carter      |                           |
| Billie Jean King     | 2009                   | Tênis             | Barack Obama      |                           |
| Robert J. H. Kiphuth | 1963                   | Natação           | Lyndon B. Johnson | Chosen by John F. Kennedy |
| Willie Mays          | 24 de novembro de 2015 | Basebol           | Barack Obama      | [ 19 ]                    |
| Stan Musial          | 2011                   | Basebol           | Barack Obama      |                           |
| Jack Nicklaus        | 2005                   | Golfe             | George W. Bush    |                           |
| Buck O'Neil          | 2006                   | Basebol           | George W. Bush    |                           |
| Jesse Owens          | 1977                   | Track             | Jimmy Carter      |                           |
| Arnold Palmer        | 2004                   | Golfe             | George W. Bush    |                           |
| Richard Petty        | 1992                   | NASCAR            | George H.W. Bush  |                           |
| Frank Robinson       | 2005                   | Basebol           | George W. Bush    |                           |
| Jackie Robinson      | 26 de março de 1984    | Basebol           | Ronald Reagan     | Postumamente              |
| Bill Russell         | 2011                   | Basquetebol       | Barack Obama      |                           |
| Charles Sifford      | 2014                   | Golfe             | Barack Obama      |                           |
| Dean Smith           | 2013                   | Basquetebol       | Barack Obama      |                           |
| Pat Summitt          | 2012                   | Basquetebol       | Barack Obama      |                           |
| Ted Williams         | 1991                   | Basebol           | George H.W. Bush  |                           |
| John Wooden          | 2003                   | Basquetebol       | George W. Bush    |                           |
| Michael Jordan       | 2016                   | Basquetebol       | Barack Obama      |                           |
| Lionel Messi         | 2024                   | Futebol           | Joe Biden         | [ 76 ]                    |